# Bisbat de Votuporanga
El bisbat de Votuporanga (portuguès: Diocese de Votuporanga; llatí: Dioecesis Votuporangensis) és una seu de l'Església catòlica al Brasil, que pertany a la regió eclesiàstica Sud 1, sufragània de l'arquebisbat de Ribeirão Preto. Al 2020 tenia 165.340 batejats d'un total de 259.300 habitants. Esta dirigida pel bisbe Moacir Aparecido de Freitas

## Territori
La diòcesi comprèn 25 municipis de la part sud-occidental de l'estat Brasilr de São Paulo: Álvares Florence, Américo de Campos, Buritama, Cardoso, Cosmorama, Floreal, Gastão Vidigal, Lourdes, Macaubal, Magda, Monções, Nhandeara, Nova Luzitânia, Parisi, Paulo de Faria, Planalto, Pontes Gestal, Riolândia, Sebastianópolis do Sul, Tanabi, Turiúba, União Paulista, Valentim Gentil, Votuporanga i Zacarias.
La seu episcopal és la ciutat de Votuporanga, on es troba la Catedral Basílica de Nossa Senhora Aparecida.
El territori s'estén sobre 7.695 km² i està dividit en 30 parròquies.

## Història
La diòcesi va ser erigida el 20 de juliol de 2016 en virtut de la butlla Brasiliensium fìdelium del papa Francesc, prenent el territori de les diòcesis de São José do Rio Preto i de Jales.

## Cronologia episcopal
- Moacir Aparecido de Freitas, des del 20 de juliol de 2016

## Estadístiques
A finals del 2020, la diòcesi tenia 165.340 batejats sobre una població de 259.300 persones, equivalent al 63,8% del total.
| any  | població | població | població | sacerdots | sacerdots       | sacerdots       | sacerdots             | diàques | religiosos | religiosos | parroquies |
| ---- | -------- | -------- | -------- | --------- | --------------- | --------------- | --------------------- | ------- | ---------- | ---------- | ---------- |
| any  | batejats | total    | %        | total     | clergat secular | clergat regular | batejats por sacerdot | diàques | homes      | dones      |            |
| 2016 | 172.500  | 230.000  | 75,0     | 42        | 27              | 15              | 4.107                 |         | 25         | 15         | 28         |
| 2017 | 179.006  | 255.421  | 70,1     | 30        | 29              | 1               | 5.966                 | 5       | 1          | 4          | 30         |
| 2020 | 165.340  | 259.300  | 63,8     | 34        | 33              | 1               | 4.862                 | 5       | 1          | 5          | 30         |

|}